# Стерлінг (Мічиган)
Стерлінг (англ. Sterling) — селище (англ. village) в США, в окрузі Аренак штату Мічиган. Населення — 474 особи (2020).

## Географія
Стерлінг розташований за координатами 44°1′58″ пн. ш. 84°1′7″ зх. д. / 44.03278° пн. ш. 84.01861° зх. д. (44.032789, -84.018630).  За даними Бюро перепису населення США в 2010 році селище мало площу 2,54 км², з яких 2,53 км² — суходіл та 0,01 км² — водойми.

## Демографія
Згідно з переписом 2010 року, у селищі мешкало 530 осіб у 185 домогосподарствах у складі 134 родин. Густота населення становила 209 осіб/км².  Було 206 помешкань (81/км²).
Расовий склад населення:
| - 97,0 % — білих - 0,9 % — корінних американців |

До двох чи більше рас належало 1,9 %. Частка іспаномовних становила 1,7 % від усіх жителів.
За віковим діапазоном населення розподілялося таким чином: 21,7 % — особи молодші 18 років, 53,4 % — особи у віці 18—64 років, 24,9 % — особи у віці 65 років та старші. Медіана віку мешканця становила 42,7 року. На 100 осіб жіночої статі у селищі припадало 103,8 чоловіків;  на 100 жінок у віці від 18 років та старших — 102,4 чоловіків також старших 18 років.
Середній дохід на одне домашнє господарство  становив 49 475 доларів США (медіана — 39 531), а середній дохід на одну сім'ю — 58 781 долар (медіана — 48 750). Медіана доходів становила 37 750 доларів для чоловіків та 30 781 долар для жінок. За межею бідності перебувало 14,5 % осіб, у тому числі 10,8 % дітей у віці до 18 років та 7,6 % осіб у віці 65 років та старших.
Цивільне працевлаштоване населення становило 203 особи. Основні галузі зайнятості: роздрібна торгівля — 23,2 %, виробництво — 20,2 %, освіта, охорона здоров'я та соціальна допомога — 17,7 %.